# Emily Silver
Emily Silver (n. 9 octombrie 1985, Saint Petersburg, Florida, SUA) este o înotătoare americană, medaliată olimpică. A participat la o ediție a Jocurilor Olimpice (2008) în care a câștigat două medalii de argint.